# 豊野篠原
豊野 篠原（とよの の しのはら）は、奈良時代の皇族・貴族。当初篠原王を名乗ったが、臣籍降下後の氏姓は豊野真人。知太政官事・鈴鹿王の子。官位は従五位下・弾正弼。

## 経歴
天平勝宝5年（753年）三世王の蔭位により无位から従五位下に直叙される。天平宝字元年（757年）兄弟の出雲王・尾張王・奄智王・猪名部王と共に豊野真人姓を与えられて臣籍降下する。
淳仁朝では、阿波国司・大膳亮を歴任する。
天平宝字8年（764年）に発生した藤原仲麻呂の乱での動静は伝わらないが、翌天平神護元年（765年）外衛中将、神護景雲2年（768年）弾正弼と称徳朝では武官を務めた。神護景雲4年（770年）称徳天皇が崩御した際に、父・鈴鹿王の旧宅を陵墓にすることになり、鈴鹿王の子息が叙位を受けたが、この中に篠原は含まれておらず、これまでに卒去したか。
宝亀4年（773年）阿波国勝浦郡領・長費人立（ながのあたい ひとたつ）が、戸籍に関する篠原のかつての処理に対して以下異議を申し立てるが、太政官には認められなかった。
庚午年籍において、長直（ながのあたい）の戸籍について「直」を「費」と記されていたため、前郡領の長直救夫が訴え出て改めて「長直」と注記を行った。天平宝字2年（758年）阿波国司であった豊野篠原は、証拠となる記録がないことを理由に再び「長費」に戻してしまったため、本来の「長直」に戻してほしい。

## 官歴
『続日本紀』による。
- 天平勝宝5年（753年） 5月10日：従五位下（直叙）
- 天平宝字元年（757年） 閏8月18日：臣籍降下（豊野真人）
- 天平宝字2年（758年） 日付不詳：見阿波国司
- 天平宝字7年（763年） 4月14日：大膳亮
- 天平神護元年（765年） 2月5日：外衛中将
- 神護景雲2年（768年） 7月1日：弾正弼